# John Robert Cozens
John Robert Cozens, né en 1752, mort le 14 décembre 1797, fut un peintre, aquarelliste, dessinateur et graveur romantique anglais.  

## Biographie
Fils du dessinateur et aquarelliste russe Alexander Cozens, John Robert Cozens est né à Londres. Il apprend le dessin et la peinture auprès de son père et commence à exposer ses premiers dessins à la Société des Artistes en 1767. Il expose sa première grande peinture à l'huile à la Royal Academy de Londres en 1776. 
Cette année-là, il part faire le voyage en Suisse et en Italie, où il peint de nombreux paysages à l'aquarelle en particulier des Alpes et de la campagne romaine. Il est de retour à Londres en 1779 et repart en 1782 pour l'Italie et se rend notamment à Naples. En 1783, il revient en Angleterre et publie en 1789 une série : « Delineations of the General Character ... of Forest Trees ». Il meurt à Londres atteint de folie. 

## Style

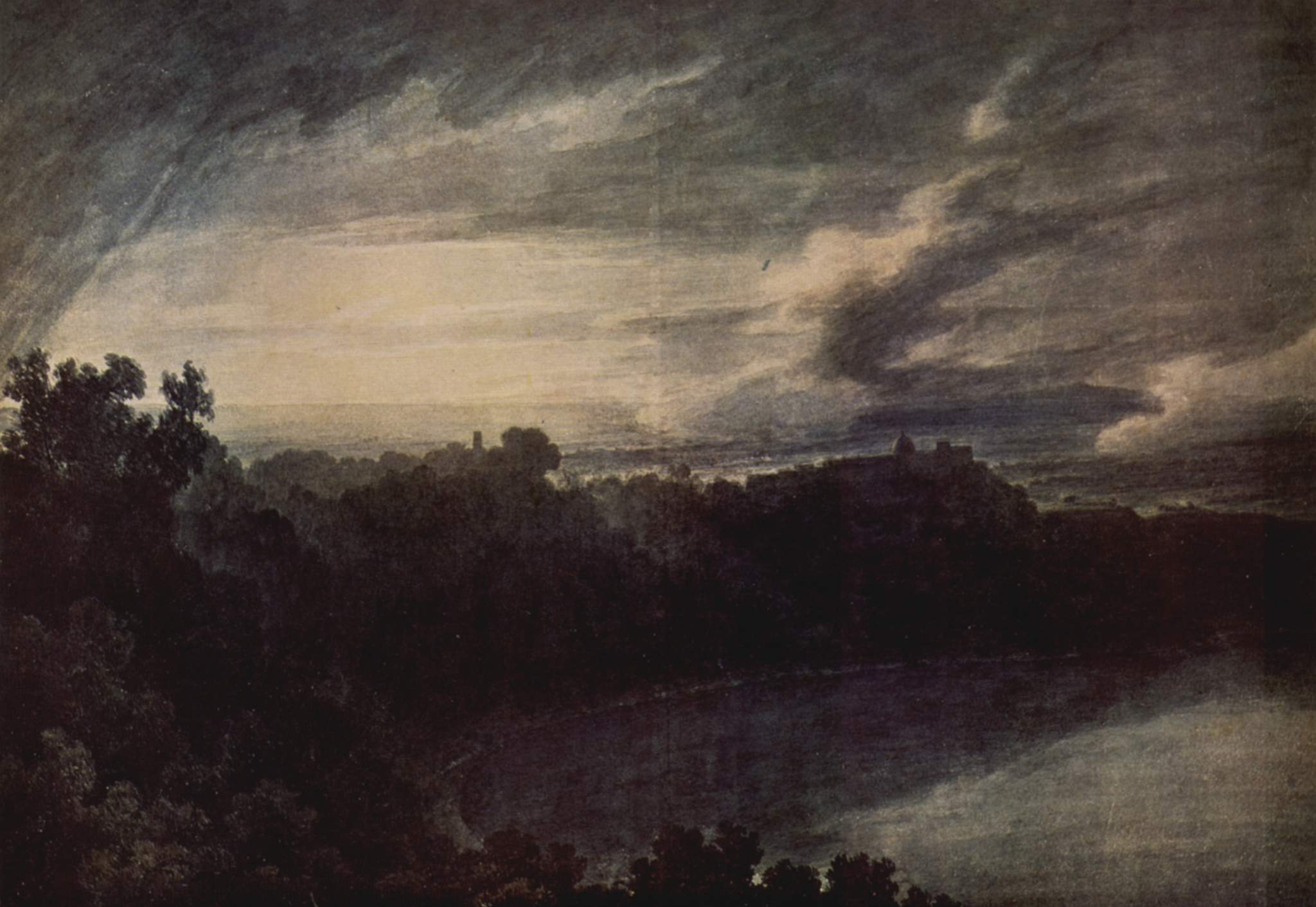
Lac d'Albano et Castel Gandolfo au couchant, vers 1777.

Les œuvres de Cozens étaient appréciées pour ses rendus atmosphériques et pour leur sensibilité poétique. Il eut une influence durable sur Thomas Girtin et J.M.W. Turner. Il y a une certaine solennité dans ses vues alpines et un sens de l'immensité, une tendre tranquillité et une sorte de mystère dans la plupart de ses peintures, tout en laissant une part à l'imagination du spectateur. 
John Constable l'appelait « le plus grand génie ayant jamais touché un paysage ».[réf. nécessaire] Pourtant Cozens ne s'est jamais dégagé d'un style simple, presque rudimentaire, qui donne à certaines de ses aquarelles l'effet de gravures colorées.  